# Перепис населення США (1850)
Перепис населення США 1850 р. був сьомим переписом США. Воно визначило населення Сполучених Штатів в розмірі 23 191 876 (на 35,9 відсотка збільшилось порівняно з переписом 1840 року). Загалом населення включало 3 204 313 рабів.
Хоча офіційною датою перепису було 1 червня 1850 р. заповнені форми перепису свідчать про те, що опитування продовжували проводитися протягом решти року. 
Це був перший перепис населення, де була спроба зібрати інформацію про кожного члена кожного домогосподарства; жінки та діти вперше названі. До 1850 року в даних перепису фіксували лише прізвище голови домогосподарства та широкий статистичний облік інших членів домогосподарств (троє дітей до п'яти років, одна жінка віком від 35 до 40 років тощо). Раби були перелічені за статтю, передбачуваним віком та прізвищем власника. Це був також перший перепис населення, який запитав про місце народження вільних жителів.
Гінтон Рован Гелпер широко використовував результати перепису 1850 року у своїй політично горезвісній книзі «Насувається криза півдня» (1857).

## Список питань

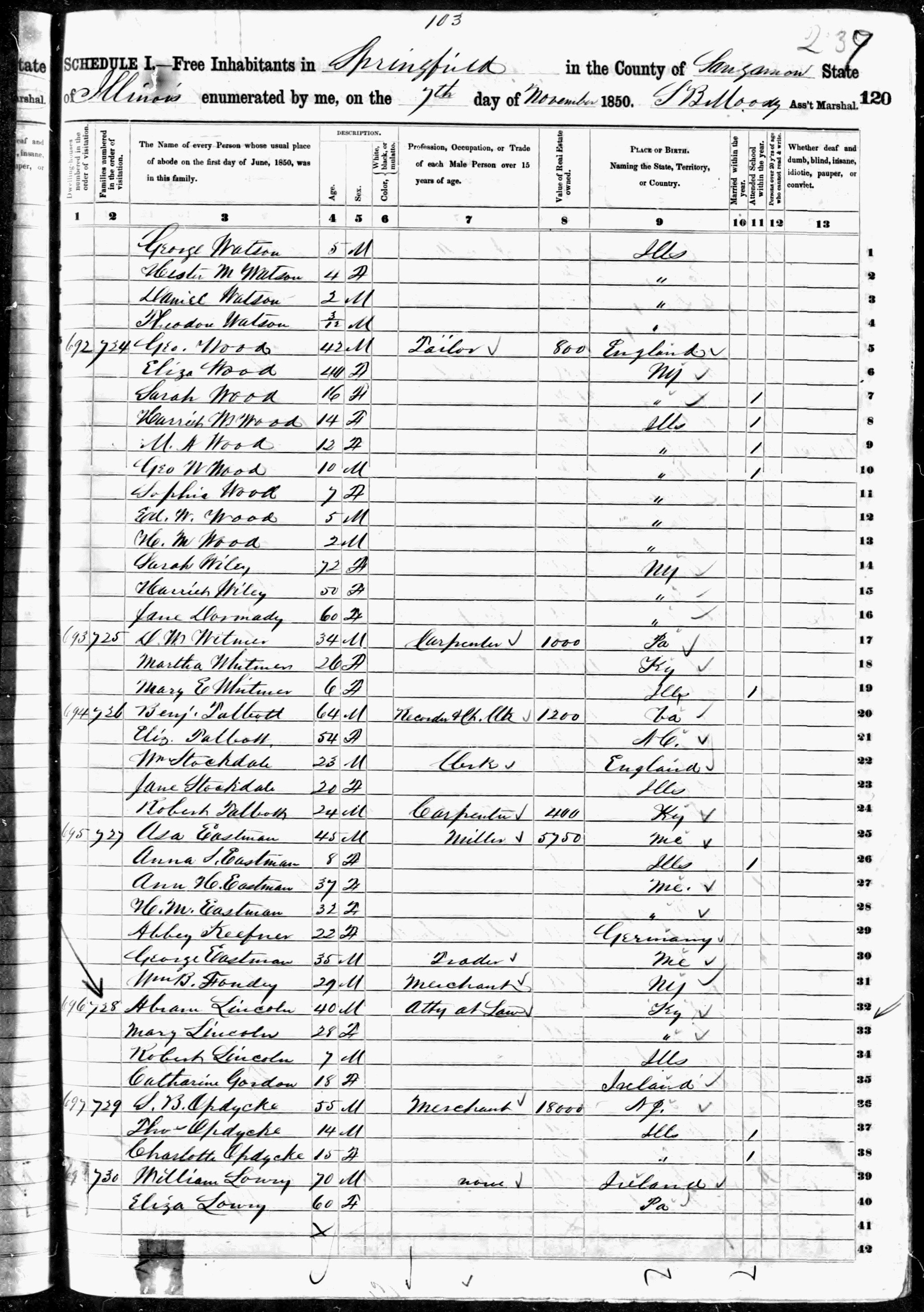
Бланк перепису 1850 року. Домогосподарство Лінкольна у Спрінгфілді, штат Іллінойс, включало Авраама (написано "Абрам"), Мері, Роберта (Тодда) та Катаріну Гордон (18 років, народилася в Ірландії), ймовірно, слуга.

Перепис 1850 року, Додаток 1, Вільні мешканці, збирав таку інформацію:
- Ім'я
- Вік
- Стать
- Колір (білий, чорний або мулат) для кожної людини
- Чи є глухим, німим, сліпим, божевільним чи душевнохворим
- Вартість нерухомості (потрібна всім вільним особам)
- Професія (професія або спеціальність кожного чоловіка старшого ніж 15 років)
- Місце (держава, територія чи країна) народження
- Чи одружувався впродовж року
- Чи відвідував школу впродовж року
- Чи в змозі читати та писати (для осіб, старших ніж 20 років)
- Чи бідний, чи засуджений

## Населення штатів
| №  | Штат                                                   | Кількість населення |
| -- | ------------------------------------------------------ | ------------------- |
| 01 | Нью-Йорк                                               | 3 097 394           |
| 02 | Пенсільванія                                           | 2 311 786           |
| 03 | Огайо                                                  | 1 980 329           |
| 04 | Вірджинія                                              | 1 119 348           |
| 05 | Теннессі                                               | 1 002 717           |
| 06 | Массачусетс                                            | 994 514             |
| 07 | Індіана                                                | 988 416             |
| 08 | Кентуккі                                               | 982 405             |
| 09 | Джорджія                                               | 906 185             |
| 10 | Північна Кароліна                                      | 869 039             |
| 11 | Іллінойс                                               | 851 470             |
| 12 | Алабама                                                | 771 623             |
| 13 | Міссурі                                                | 682 044             |
| 14 | Південна Кароліна                                      | 668 507             |
| 15 | Міссісіпі                                              | 606 526             |
| 16 | Мен                                                    | 583 169             |
| 17 | Меріленд                                               | 583 034             |
| 18 | Луїзіана                                               | 517 762             |
| 19 | Нью-Джерсі                                             | 489 555             |
| 20 | Мічиган                                                | 397 654             |
| 21 | Коннектикут                                            | 370 792             |
| 22 | Нью-Гемпшир                                            | 317 976             |
| 23 | Вермонт                                                | 314 120             |
| 24 | Вісконсин                                              | 305 391             |
| X  | Західна Вірджинія (на той час була частиною Вірджинії) | 302 313             |
| 25 | Техас                                                  | 212 592             |
| 26 | Арканзас                                               | 209 897             |
| 27 | Айова                                                  | 192 214             |
| 28 | Род-Айленд                                             | 147 545             |
| 29 | Каліфорнія                                             | 92 597              |
| 30 | Делавер                                                | 91 532              |
| 31 | Флорида                                                | 87 445              |
| X  | Нью-Мексико                                            | 61 547              |
| X  | Колумбія(федеральний округ)                            | 51 687              |
| X  | Орегон                                                 | 12 093              |
| X  | Юта                                                    | 11 380              |
| X  | Міннесота                                              | 6 077               |
| X  | Вашингтон                                              | 1 201               |

## 100 найбільших міст
| №   | Місто                                | Штат                        | Кількість населення |
| --- | ------------------------------------ | --------------------------- | ------------------- |
| 01  | Нью-Йорк                             | Нью-Йорк                    | 515 547             |
| 02  | Балтимор                             | Меріленд                    | 169 054             |
| 03  | Бостон                               | Массачусетс                 | 136 881             |
| 04  | Філадельфія                          | Пенсільванія                | 121 376             |
| 05  | Новий Орлеан                         | Луїзіана                    | 116 375             |
| 06  | Цинциннаті                           | Огайо                       | 115 435             |
| 07  | Бруклін(зараз Нью-Йорк)              | Нью-Йорк                    | 96 838              |
| 08  | Сент-Луїс                            | Міссурі                     | 77 860              |
| 09  | Спрінг Гарден (зараз Філадельфія)    | Пенсільванія                | 58 894              |
| 10  | Олбані                               | Нью-Йорк                    | 50 763              |
| 11  | Нортен Лібертіес (зараз Філадельфія) | Пенсільванія                | 47 223              |
| 12  | Кенсінгтон (зараз Філадельфія)       | Пенсільванія                | 46 774              |
| 13  | Піттсбург                            | Пенсільванія                | 46 601              |
| 14  | Луїсвілл                             | Кентуккі                    | 43 194              |
| 15  | Чарлстон                             | Південна Кароліна           | 42 985              |
| 16  | Баффало                              | Нью-Йорк                    | 42 261              |
| 17  | Провіденс                            | Род-Айленд                  | 41 513              |
| 18  | Вашингтон                            | Колумбія(федеральний округ) | 40 001              |
| 19  | Ньюарк                               | Нью-Джерсі                  | 38 894              |
| 20  | Саутварк (зараз Філадельфія)         | Пенсільванія                | 38 799              |
| 21  | Рочестер                             | Нью-Йорк                    | 36 403              |
| 22  | Лоувел                               | Массачусетс                 | 33 383              |
| 23  | Уільямсберг (зараз Нью-Йорк)         | Нью-Йорк                    | 30 780              |
| 24  | Чикаго                               | Іллінойс                    | 29 963              |
| 25  | Трой                                 | Нью-Йорк                    | 28 785              |
| 26  | Ричмонд                              | Вірджинія                   | 27 570              |
| 27  | Мояменінг (зараз Філедельфія)        | Пенсільванія                | 26 979              |
| 28  | Сірак'юс                             | Нью-Йорк                    | 22 271              |
| 29  | Аллегейні                            | Пенсільванія                | 21 262              |
| 30  | Детройт                              | Мічиган                     | 21 019              |
| 31  | Портленд                             | Мен                         | 20 815              |
| 32  | Мобіл                                | Алабама                     | 20 515              |
| 33  | Нью-Гейвен                           | Коннектикут                 | 20 345              |
| 34  | Сейлем                               | Массачусетс                 | 20 264              |
| 35  | Мілвокі                              | Вісконсин                   | 20 061              |
| 36  | Роксбері                             | Массачусетс                 | 18 364              |
| 37  | Коламбус                             | Огайо                       | 17 882              |
| 38  | Ютіка                                | Нью-Йорк                    | 17 565              |
| 39  | Чарлтон                              | Массачусетс                 | 17 216              |
| 40  | Вустер                               | Массачусетс                 | 17 049              |
| 41  | Клівленд                             | Огайо                       | 17 034              |
| 42  | Нью-Бедфорд                          | Массачусетс                 | 16 443              |
| 43  | Редінг                               | Пенсільванія                | 15 743              |
| 44  | Саванна                              | Джорджія                    | 15 312              |
| 45  | Кембридж                             | Массачусетс                 | 15 215              |
| 46  | Бангор                               | Мен                         | 14 432              |
| 47  | Норфолк                              | Вірджинія                   | 14 326              |
| 48  | Лінн                                 | Массачусетс                 | 14 257              |
| 49  | Лафаєтт                              | Луїзіана                    | 14 190              |
| 50  | Пітерсберг                           | Вірджинія                   | 14 010              |
| 51  | Вілмінгтон                           | Делавер                     | 13 979              |
| 52  | Манчестер                            | Нью-Гемпшир                 | 13 932              |
| 53  | Гартфорд                             | Коннектикут                 | 13 555              |
| 54  | Ланкастер                            | Пенсільванія                | 12 369              |
| 55  | Освіго                               | Нью-Йорк                    | 12 205              |
| 56  | Спрингфілд                           | Массачусетс                 | 11 766              |
| 57  | Фолл-Ривер                           | Массачусетс                 | 11 524              |
| 58  | Пукіпсі                              | Нью-Йорк                    | 11 511              |
| 59  | Вілінг                               | Вірджинія                   | 11 435              |
| 60  | Патерсон                             | Нью-Джерсі                  | 11 334              |
| 61  | Дейтон                               | Огайо                       | 10 977              |
| 62  | Тонтен                               | Массачусетс                 | 10 441              |
| 63  | Нашвіл                               | Теннессі                    | 10 165              |
| 64  | Портсмут                             | Нью-Гемпшир                 | 9 738               |
| 65  | Ньюберіпорт                          | Массачусетс                 | 9 572               |
| 66  | Ньюпорт                              | Род-Айленд                  | 9 563               |
| 67  | Оберн                                | Нью-Йорк                    | 9 548               |
| 68  | Камден                               | Нью-Джерсі                  | 9 479               |
| 69  | Огаста                               | Джорджія                    | 9 448               |
| 70  | Ковінгтон                            | Кентуккі                    | 9 408               |
| 71  | Нью Лондон                           | Коннектикут                 | 8 991               |
| 72  | Скенектаді                           | Нью-Йорк                    | 8 921               |
| 73  | Мемфіс                               | Теннессі                    | 8 841               |
| 74  | Александрія                          | Вірджинія                   | 8 734               |
| 75  | Монтгомері                           | Алабама                     | 8 728               |
| 76  | Портсмут                             | Вірджинія                   | 8 626               |
| 77  | Конкорд                              | Нью-Гемпшир                 | 8 576               |
| 78  | Нантакет                             | Массачусетс                 | 8 452               |
| 79  | Дорджтаун (зараз місто Вашингтон)    | Колумбія(федеральний округ) | 8 366               |
| 80  | Чикопі                               | Массачусетс                 | 8 291               |
| 81  | Лоренс                               | Массачусетс                 | 8 282               |
| 82  | Огаста                               | Мен                         | 8 225               |
| 83  | Довер                                | Нью-Гемпшир                 | 8 196               |
| 84  | Нью Олбані                           | Індіана                     | 8 181               |
| 85  | Лексінгтон                           | Кентуккі                    | 8 159               |
| 86  | Данверс                              | Массачусетс                 | 8 109               |
| 87  | Індіанаполіс                         | Індіана                     | 8 091               |
| 88  | Лінчбург                             | Вірджинія                   | 8 071               |
| 89  | Бат                                  | Мен                         | 8 020               |
| 90  | Медісон                              | Індіана                     | 8 012               |
| 91  | Дорчестер                            | Массачусетс                 | 7 969               |
| 92  | Зейнсвілл                            | Огайо                       | 7 929               |
| 93  | Гарісберг                            | Пенсільванія                | 7 834               |
| 94  | Глостер                              | Массачусетс                 | 7 786               |
| 95  | Ворік                                | Род-Айленд                  | 7 740               |
| 96  | Норт-Провіденс                       | Род-Айленд                  | 7 680               |
| 97  | Вотервліт                            | Нью-Йорк                    | 7 564               |
| 98  | Поттсвілл                            | Пенсільванія                | 7 515               |
| 99  | Вілмінгтон                           | Північна Кароліна           | 7 264               |
| 100 | Істон                                | Пенсільванія                | 7 250               |

## Територія Юта
Перепис на території Юта був проведений у 1851 році. Секретар території Бротон Гарріс відмовився засвідчувати перепис. Гарріс скаржився, що Брігам Янг провів перепис без нього, заявив про декілька порушень, і приховував кошти, відведені для перепису. Суперечка сприяла рішенню Гарріса приєднатись до інших чиновників 1851 року та залишив свою посаду. Відносини з федеральним урядом продовжували погіршуватися і врешті-решт вилилися у війну в Юті.
Чиновники місцевого самоврядування побоювалися, що поневолене населення може перешкодити прагненню території до державності, оскільки певні члени Конгресу були стурбовані розширенням рабства на західні території. Перепису рабів 1850 року для території Юта повідомляв лише про 26 рабів, із зазначенням, що всі вони прямували до Каліфорнії, і не фіксує інших поневолених людей, що залишилися на території Юти. Джон Девід Сміт підрахував, що до 1850 року в штаті Юта було 100 афроамериканців, дві третини з них поневолені.